# فرانک لوید رایت
فرانک لوید رایت (به انگلیسی: Frank Lloyd Wright) (زادهٔ ۸ ژوئن ۱۸۶۷ – درگذشتهٔ ۹ آوریل ۱۹۵۹) معمار، طراح داخلی، آموزگار و نویسندهٔ اهل ایالات متحدهٔ آمریکا که نقشی برجسته در جنبشهای معماری قرن بیستم ایفا کرد. او به طراحی متناسب با انسان و طبیعت اعتقاد داشت، فلسفه‌‏ای که به معماری ارگانیک مشهور است. دوران فعالیت او بیش از ۷۰ سال طول کشید، که آثار او شامل طراحی بیش از ۱٬۰۰۰ بنا است که ۵۳۲ تا از آن‌ها کامل شده‌اند.

## زندگی
فرانک لوید رایت فرزند یک کشیش اهل ماساچوست و مادری ولزی‌تبار بود. در سال ۱۸۸۵ اختلافات خانوادگی سبب شد تا ویلیام پدر فرانک برای همیشه از آنجا برود و هرگز بازنگردد. رایت تحت سرپرستی مادرش رشد کرد.
پس از تحصیل مهندسی راه و ساختمان در دانشگاه ویسکانسین به شیکاگو، ایلینوی مهاجرت کرد سپس موفق به استخدام در دفتر مشهور (سولیوان و ادلر) شد و طی تماس‌هایی که با استادش داشت، با گرایش‌های مکتب شیکاگو آگاه شد.
در سال ۱۸۹۱ وی شروع به اجرای طرح‌هایی به صورت مخفی کرد که در سال ۱۸۹۳ استادش متوجه پنهان‌کاری وی شد و او را اخراج کرد و این شروع فعالیت‌های مستقل رایت بود. در سال ۱۹۱۰ زندگی رایت پر از فراز و نشیب‌هایی است اما رایت جسورانه مقاومت می‌کند. در همین سال زمینی در ویسکانسین می‌خرد و شروع به ساخت خانه جدید برای خودش می‌کند. در توکیو ژاپنی‌ها از رایت می‌خواهند هتل ایمپریال را طراحی کند. زمین پروژه فوق‌العاده سست و توکیو نیز زلزله خیز است. اما رایت از دست گارسون که سینی را گرفته، الهام می‌گیرد. او تا آخر اجرای هتل در توکیو می‌ماند و در این زمان خود را از لحاظ فکری بازسازی می‌کند.
سال ۱۹۲۲ اوج حملات به رایت بود که قرار است در توکیو زلزله بیاید و ظاهراً آمریکایی‌ها منتظر بودند که تیر خلاص رایت را بزنند اما تلگرافی از توکیو می‌آید «جناب آقای رایت شهر در زلزله ویران شد و باید به شما مژده دهیم که تنها ساختمان شما پابرجاست و امروز جایگاه زلزله زدگان است».
در سال ۱۹۵۹ در نهم آوریل رایت در فینیکس، آریزونا درگذشت و جسد او در ریچلند سنتر، ویسکانسین به خاک سپرده شد.
کاخ مروارید واقع در مهرشهر کرج ساختهٔ شاگردان و همکاران او (توسط بنیادی که او تأسیس کرد) است.
ویژگی کار او برقراری هماهنگی و توازن بین عادت‌های انسانی و طبیعت در کارهایش بود. او اسم این فلسفه را «معماری اُرگانیک» یا «طبیعت‌وار» گذاشت تا هماهنگی را بین انسان و طبیعت به حدی رساند که ساختمان و محیط با هم ترکیب شوند.
یکی از نمونه‌هایی که او براساس این فلسفه ساخته، خانهٔ تابستانی تلییزن وست در آریزونا است که لوید رایت در سال ۱۹۳۷ طراحی کرده‌است.
فرانک لوید رایت به عقیدهٔ بسیاری بزرگ‌ترین معمار آمریکایی و یکی از سه یا چهار استاد معمار قرن بیستم محسوب می‌شود. رایت در پروندهٔ کاری خود طراحی حدود ۸۰۰ ساختمان و شمار زیادی مقاله و کتاب دارد که نظریات وی دربارهٔ معماری ارگانیک در فضای دموکراتیک آمریکا را باز می‌نماید. رایت آدم ساکتی نبود و نوشته‌های او نیز مانند کارهایش، دربارهٔ معماری ارگانیک بازتاب می‌کند. این ارگانیک بودن در کارهای رایت به سختی قابل تشخیص است. رایت در زندگینامهٔ خود می‌گوید که مزرعهٔ پدربزرگش نقش مهمی را در عشق وی به روستا و رابطه‌اش با طبیعت و سرشت مصالح بازی کرده‌است.
رایت خانه را از سالیوان فرا گرفت. وی در خانه‌سازی تحت تأثیر معماران ساحل شرقی مانند ریچاردسُن، پرایس و مک کین است. نخستین ساختمان‌هایش خانه‌هایی هستند که در میان بیابان ساخته شده‌اند. رایت در جایگاه یک هنرمند، هنر ستیزی متداول روزگار خویش را ناپسند می‌انگارد و زوال آشکار فرهنگ تودهٔ آمریکایی را به اوباش سالاری، بانکداران و سیاستمداران بدون متعهدی نسبت می‌دهد که تنها به دنبال سود خود هستند. در خلال سال‌های دههٔ ۱۹۲۰ و ۱۹۳۰، رایت بدون پیوستن به سوسیالیست‌های چپ‌گرا به شخصیتی انقلابی-اجتماعی بدل می‌گردد.

## چند نکته دربارهٔ فرانک لوید رایت
فرانک لوید رایت همان‌طور که یک معمار بود، یک منتقد اجتماعی نیز بود، که به خاطر زندگی شخصی اش هم به اندازه فعالیت‌های معماری اش شناخته شده‌است. مراحل مختلف زندگی فرانک لوید رایت را می‌توان به همراه ابعاد مختلف زندگی اش روایت کرد، همان‌طور که در کتاب «زندگی ساخته شده، بیوگرافی معماران» اثر «آناتو زابال بسکو» و «خاویار مارکوس» ذکر شده‌است. تعدادی از جزئیات زندگی او برای شما فراهم آورده‌ایم تا نگاهی به زندگی فردی بیاندازید که بسیاری از پروژه‌های پایدار قرن بیستم اثر او هستند.
1. فرانک لوید رایت پیش از اینکه بیست ساله شود و در حالی که هنوز فارغ‌التحصیل نشده بود، به شیکاگو رفت تا به آرزوی خود که یک معمار موفق شدن بود، رنگ واقعیت دهد.
2. اولین شغل او در دفتر «جوزف لیمن سیلزبی» بود، معماری که طراح کلیسایی بود که عموی فرانک لوید رایت در آن به موعظه می‌پرداخت.
3. مدت کوتاهی پس از کار با سیلزبی، فرانک لوید رایت دفتر او را برای کارآموزی در دفتر «آدلر و سالیوان» ترک کرد. اولین پروژه ای که فرانک لوید رایت در این دفتر روی آن کار کرد، «ساختمان آدیتوریوم» بود که برای رایت نه تنها در دفتر محل کارش بلکه در کل کشور نیز شهرت و اعتبار به همراه آورد.

۴. در سن ۲۲ سالگی، رایت تصمیم گرفت زمینی در «اوک پارک» خریداری کند و خانه ای بسازد تا با همسر اولش، کاترین، در آن زندگی کند. برای پرداخت پول آن، فرانک لوید رایت کاری کرد که سالیوان قرارداد ۵ ساله ای با او امضا کند و ۵۰۰۰ دلار به او بپردازد.
۵. بین فرانک لوید رایت و لوئیس سالیوان، رابطهٔ شاگرد-استادی خوبی برقرار شد که در سال ۱۸۹۳ قطع شد. سالیوان متوجه شد که فرانک لوید رایت در خفا درحال کار بر روی پروژه‌های شخصی است و او را اخراج کرد.
1. وینسلو، که یک سازنده تزئینات ساختمان بود، و کارهای او در ساختمان‌های سالیوان استفاده شده بود، از فرانک لوید رایت جوان خواست تا برای او یکی از خانه‌های “Prairie” اش را طراحی کند. خانه وینسلو اولین طرح در سری خانه‌هایی بود که نمایانگر سبک ارگانیک فرانک لوید رایت بود. این خانه‌ها دارای هارمونی قوی با محیط طبیعی اطراف خود بودند و راه پله و شومینه در مرکز خانه قرار می‌گرفت.
2. فرانک لوید رایت عموماً از منازل مشتری‌ها به عنوان آزمایشگاه استفاده می‌کرد، و در آن‌ها سبک‌هایی مانند “English Tutor” که از هنر و صنایع دستی اسکاتلندی گرفته شده بود، یا هندسه میانی از معابد یوکاتان بکار می‌برد.

۸. در سال ۱۸۹۳، «دنیل بورنهام» از استودیو معروف ” Burnham & Root ” به رایت پیشنهاد شرکت در دفترش را داد. برنهام به رایت پیشنهاد داد ۳ سال در پاریس آموزش ببیند که در آنجا می‌توانست با همسر و شش فرزندش سکونت کند و دو سال هم در رم معماری کلاسیک را فرابگیرد اما رایت این پیشنهاد را رد کرد.
۹. در سن ۴۰ سالگی، فرانک لوید رایت سبک نویی را در معماری داخلی به ابداع کرد، و به فضاهای زیر شیروانی مخروبه و زیرزمین‌های نم دار پایان داد.

## آثار
رایت آثار فراوانی از خود بر جای گذاشته‌است. از مشهورترین آثار وی می‌توان به موارد زیر اشاره کرد:
- مرکز مردمی شهرستان مارین
- موزه گوگنهایم نیویورک
- معبد یونیتی در ایلینوی
- خانه روبی
- تلییزن وست
- خانه آبشار
- هتل ایمپریال، توکیو
- برج پرایس
- برج یک مایلی
- هتل امپریال
- خانه هالی کاک
- خانه انیس
- تالیسین غربی
- شهر برود آکر
- کلیسای عیدبشارت
- مرکز بخش شهری مارین